# Sport-Verein Werder von 1899 2001-2002
Questa voce raccoglie le informazioni riguardanti il Sport-Verein Werder von 1899 nelle competizioni ufficiali della stagione 2001-2002.

## Stagione
Nella stagione 2001-2002 il Werder Brema, allenato da Thomas Schaaf, concluse il campionato di Bundesliga al 6º posto. In Coppa di Germania il Werder Brema fu eliminato al secondo turno dall'Uerdingen 05. In Coppa Intertoto il Werder Brema fu eliminato al terzo turno dal Gent.

## Rosa
| N. |                                | Ruolo | Calciatore         |
| -- | ------------------------------ | ----- | ------------------ |
| 1  | Germania (bandiera)            | P     | Frank Rost         |
| 2  | Germania (bandiera)            | C     | Fabian Ernst       |
| 3  | Germania (bandiera)            | D     | Stefan Blank       |
| 4  | Canada (bandiera)              | C     | Paul Stalteri      |
| 5  | Germania (bandiera)            | C     | Dieter Eilts       |
| 6  | Germania (bandiera)            | D     | Frank Baumann      |
| 7  | Croazia (bandiera)             | A     | Ivan Klasnić       |
| 8  | Ungheria (bandiera)            | C     | Krisztián Lisztes  |
| 9  | Serbia e Montenegro (bandiera) | A     | Rade Bogdanović    |
| 11 | Croazia (bandiera)             | C     | Ivica Banović      |
| 12 | Polonia (bandiera)             | P     | Jakub Wierzchowski |
| 14 | Paesi Bassi (bandiera)         | D     | Frank Verlaat      |
| 15 | Perù (bandiera)                | A     | Roberto Silva      |
| 16 | Germania (bandiera)            | P     | Pascal Borel       |

| N. |                                | Ruolo | Calciatore        |
| -- | ------------------------------ | ----- | ----------------- |
| 17 | Germania (bandiera)            | C     | Marco Bode        |
| 19 | Ucraina (bandiera)             | D     | Viktor Skrypnyk   |
| 20 | Serbia e Montenegro (bandiera) | D     | Mladen Krstajić   |
| 21 | Germania (bandiera)            | C     | Holger Wehlage    |
| 22 | Germania (bandiera)            | C     | Torsten Frings    |
| 23 | Svizzera (bandiera)            | D     | Ludovic Magnin    |
| 24 | Germania (bandiera)            | C     | Tim Borowski      |
| 26 | Germania (bandiera)            | C     | Simon Rolfes      |
| 28 | Namibia (bandiera)             | D     | Razundara Tjikuzu |
| 30 | Germania (bandiera)            | A     | Enrico Kern       |
| 31 | Germania (bandiera)            | P     | Alexander Walke   |
| 32 | Brasile (bandiera)             | A     | Ailton            |
| 33 | Germania (bandiera)            | C     | Mike Barten       |

## Organigramma societario
Area tecnica
- Allenatore: Thomas Schaaf
- Allenatore in seconda: Karl-Heinz Kamp
- Preparatore dei portieri: Dieter Burdenski
- Preparatori atletici:

## Calciomercato

### Sessione estiva
| Acquisti | Acquisti           | Acquisti         | Acquisti |
| R.       | Nome               | da               | Modalità |
| -------- | ------------------ | ---------------- | -------- |
| D        | Stefan Blank       | Stoccarda        |          |
| A        | Ivan Klasnić       | St. Pauli        |          |
| C        | Krisztián Lisztes  | Stoccarda        |          |
| A        | Roberto Silva      | Sporting Cristal |          |
| C        | Holger Wehlage     | St. Pauli        |          |
| P        | Jakub Wierzchowski | Ruch Chorzów     |          |

| Cessioni | Cessioni            | Cessioni          | Cessioni |
| R.       | Nome                | da                | Modalità |
| -------- | ------------------- | ----------------- | -------- |
| P        | Stefan Brasas       | Duisburg          |          |
| C        | Christoph Dabrowski | Arminia Bielefeld |          |
| C        | Dieter Frey         | Norimberga        |          |
| A        | Lee Dong-gook       | Pohang Steelers   |          |
| C        | Jurij Maksymov      | Waldhof Mannheim  |          |
| A        | Claudio Pizarro     | Bayern Monaco     |          |
| D        | Lars Schmedes       | Karlsruhe         |          |
| D        | Bernhard Trares     | Waldhof Mannheim  |          |

### Sessione invernale
| Acquisti | Acquisti       | Acquisti | Acquisti |
| R.       | Nome           | da       | Modalità |
| -------- | -------------- | -------- | -------- |
| D        | Ludovic Magnin | Lugano   |          |

| Cessioni | Cessioni        | Cessioni              | Cessioni |
| R.       | Nome            | da                    | Modalità |
| -------- | --------------- | --------------------- | -------- |
| A        | Joe di Iorio    | Moreland Zebras       |          |
| C        | Andreas Herzog  | Rapid Vienna          |          |
| D        | Andree Wiedener | Eintracht Francoforte |          |

## Risultati

### Bundesliga

#### Girone di andata
| Arbitro: | Strampe |

|                                                 |           |  |
| K'obiashvili 50’ (rig.) Tanko 87’ Coulibaly 90’ | Marcatori |  |

| Arbitro: | Keßler |

|                           |           |                       |
| Ernst 15’ Ailton 55’, 64’ | Marcatori | 25’ Kałużny 29’ Labak |

| Stoccarda 11 agosto 2001, ore 15:30 CEST 3ª giornata | Stoccarda | 0 – 0 referto | Werder Brema | Gottlieb-Daimler-Stadion (22 000 spett.)\| Arbitro: \| Koop \| |
| Arbitro:                                             | Koop      |               |              |                                                                |

| Arbitro: | Aust |

|                   |           |                                        |
| Herzog 34’ (rig.) | Marcatori | 30’ Borimirov 39’ Agostino 58’ Schroth |

| Arbitro: | Albrecht |

|                     |           |             |
| Ramzy 64’ Klose 69’ | Marcatori | 14’ Banović |

| Arbitro: | Meyer |

|            |           |             |
| Ailton 68’ | Marcatori | 15’ Lottner |

| Arbitro: | Fröhlich |

|  |           |                                            |
|  | Marcatori | 13’ Ailton 34’ Bode 84’ Ernst 86’ Stalteri |

| Arbitro: | Weiner |

|             |           |  |
| Verlaat 84’ | Marcatori |  |

| Arbitro: | Wagner |

|                           |           |  |
| Lisztes 4’, 56’ Ernst 90’ | Marcatori |  |

| Arbitro: | Merk |

|                               |           |           |
| Dárdai 6’ Goor 32’ Rehmer 61’ | Marcatori | 7’ Ailton |

| Arbitro: | Steinborn |

|          |           |  |
| Bode 79’ | Marcatori |  |

| Arbitro: | Aust |

|  |           |             |
|  | Marcatori | 74’ Klasnić |

| Arbitro: | Fandel |

|                     |           |  |
| Skrypnyk 40’ (rig.) | Marcatori |  |

| Arbitro: | Wack |

|          |           |                                                     |
| Sand 58’ | Marcatori | 20’ Bode 28’ Ailton 49’ Lisztes 51’ (rig.) Skrypnyk |

| Arbitro: | Keßler |

|                      |           |               |
| Bode 39’ Verlaat 58’ | Marcatori | 38’ Schneider |

| Arbitro: | Albrecht |

|  |           |                                             |
|  | Marcatori | 19’ (rig.) Skrypnyk 55’ Ailton 70’ Borowski |

| Arbitro: | Berg |

|            |           |              |
| Frings 40’ | Marcatori | 56’ Ewerthon |

#### Girone di ritorno
| Arbitro: | Sippel |

|                                           |           |                         |
| Bode 13’ Krstajić 51’ Skrypnyk 58’ (rig.) | Marcatori | 45’ Coulibaly 53’ Zeyer |

| Arbitro: | Merk |

|                      |           |            |
| Mátyus 41’ Topić 79’ | Marcatori | 21’ Ailton |

| Arbitro: | Stark |

|          |           |                       |
| Bode 40’ | Marcatori | 62’ Ganea 84’ Tiffert |

| Arbitro: | Meyer |

|                                        |           |             |
| Agostino 18’ Max 68’ Häßler 74’ (rig.) | Marcatori | 24’ Lisztes |

| Arbitro: | Fröhlich |

|            |           |  |
| Ailton 51’ | Marcatori |  |

| Colonia 17 febbraio 2002, ore 17:30 CET 23ª giornata | Colonia | 0 – 0 referto | Werder Brema | Müngersdorfer Stadion (26 000 spett.)\| Arbitro: \| Koop \| |
| Arbitro:                                             | Koop    |               |              |                                                             |

| Arbitro: | Weiner |

|  |           |           |
|  | Marcatori | 74’ Romeo |

| Arbitro: | Krug |

|           |           |  |
| Houdt 36’ | Marcatori |  |

| Arbitro: | Keßler |

|  |           |                                        |
|  | Marcatori | 6’ Frings 21’, 30’ Ailton 51’ Stalteri |

| Arbitro: | Wack |

|  |           |                                |
|  | Marcatori | 62’ Lapaczinski 66’, 85’ Alves |

| Arbitro: | Fleischer |

|                          |           |  |
| Klimowicz 64’ Petrov 78’ | Marcatori |  |

| Arbitro: | Sippel |

|                                           |           |                                                |
| Ailton 3’, 90’ (rig.) Frings 47’ Rost 90’ | Marcatori | 24’ (rig.) Rydlewicz 30’ Di Salvo 49’ Schröder |

| Arbitro: | Aust |

|                            |           |                                |
| Pizarro 21’ Santa Cruz 55’ | Marcatori | 24’ (rig.) Ailton 90’ Krstajić |

| Arbitro: | Wagner |

|                                   |           |  |
| Baumann 24’ Ailton 63’ Frings 77’ | Marcatori |  |

| Arbitro: | Berg |

|             |           |                       |
| Roberto 31’ | Marcatori | 5’ Lisztes 61’ Ailton |

| Arbitro: | Strampe |

|                          |           |                    |
| Frings 50’, 78’ Bode 54’ | Marcatori | 5’ Rahn 16’ Meggle |

| Arbitro: | Steinborn |

|                         |           |              |
| Koller 41’ Ewerthon 74’ | Marcatori | 17’ Stalteri |

### Coppa di Germania
| Arbitro: | Jansen |

|                           |           |                             |
| Scharping 15’ Kruppke 80’ | Marcatori | 20’, 27’ Ailton 53’ Tjikuzu |

| Arbitro: | Pickel |

|                                        |                      |                                        |
| Schmugge 80’ (rig.)                    | Marcatori            | 17’ Borowski                           |
| Schmugge Maaß Janota Rodriguez Vriesde | Tiri di rigore 4 – 3 | Bode Borowski Skrypnyk Banović Verlaat |

### Coppa Intertoto
| Arbitro: | Halsey |

|                 |           |                           |
| Ailton 29’, 81’ | Marcatori | 59’, 72’ Oyawolé 88’ Anić |

| Arbitro: | Bolognino |

|  |           |            |
|  | Marcatori | 83’ Herzog |

## Statistiche

### Statistiche di squadra
| Competizione      | Punti | In casa | In casa | In casa | In casa | In casa | In casa | In trasferta | In trasferta | In trasferta | In trasferta | In trasferta | In trasferta | Totale | Totale | Totale | Totale | Totale | Totale | DR  |
| Competizione      | Punti | G       | V       | N       | P       | Gf      | Gs      | G            | V            | N            | P            | Gf           | Gs           | G      | V      | N      | P      | Gf     | Gs     | DR  |
| ----------------- | ----- | ------- | ------- | ------- | ------- | ------- | ------- | ------------ | ------------ | ------------ | ------------ | ------------ | ------------ | ------ | ------ | ------ | ------ | ------ | ------ | --- |
| Bundesliga        | 56    | 17      | 11      | 2       | 4       | 29      | 21      | 17           | 6            | 3            | 8            | 25           | 22           | 34     | 17     | 5      | 12     | 54     | 43     | +11 |
| Coppa di Germania | -     | 0       | 0       | 0       | 0       | 0       | 0       | 2            | 1            | 1            | 0            | 4            | 3            | 2      | 1      | 1      | 0      | 4      | 3      | +1  |
| Coppa Intertoto   | -     | 1       | 0       | 0       | 1       | 2       | 3       | 1            | 1            | 0            | 0            | 1            | 0            | 2      | 1      | 0      | 1      | 3      | 3      | 0   |
| Totale            | 56    | 18      | 11      | 2       | 5       | 31      | 24      | 20           | 8            | 4            | 8            | 30           | 25           | 38     | 19     | 6      | 13     | 61     | 49     | +12 |

### Andamento in campionato
| Giornata  | 1  | 2  | 3  | 4  | 5  | 6  | 7  | 8 | 9 | 10 | 11 | 12 | 13 | 14 | 15 | 16 | 17 | 18 | 19 | 20 | 21 | 22 | 23 | 24 | 25 | 26 | 27 | 28 | 29 | 30 | 31 | 32 | 33 | 34 |
| --------- | -- | -- | -- | -- | -- | -- | -- | - | - | -- | -- | -- | -- | -- | -- | -- | -- | -- | -- | -- | -- | -- | -- | -- | -- | -- | -- | -- | -- | -- | -- | -- | -- | -- |
| Luogo     | T  | C  | T  | C  | T  | C  | T  | C | C | T  | C  | T  | C  | T  | C  | T  | C  | C  | T  | C  | T  | C  | T  | C  | T  | T  | C  | T  | C  | T  | C  | T  | C  | T  |
| Risultato | P  | V  | N  | P  | P  | N  | V  | V | V | P  | V  | V  | V  | V  | V  | V  | N  | V  | P  | P  | P  | V  | N  | P  | P  | V  | P  | P  | V  | N  | V  | V  | V  | P  |
| Posizione | 17 | 12 | 11 | 13 | 14 | 14 | 11 | 7 | 6 | 7  | 7  | 7  | 6  | 5  | 5  | 5  | 5  | 3  | 4  | 5  | 6  | 5  | 6  | 7  | 7  | 7  | 7  | 7  | 7  | 7  | 7  | 6  | 6  | 6  |

Legenda:

Luogo: C = Casa; T = Trasferta. Risultato: V = Vittoria; N = Pareggio; P = Sconfitta.

### Statistiche dei giocatori
| Giocatore       | Bundesliga | Bundesliga | Bundesliga  | Bundesliga | Coppa di Germania | Coppa di Germania | Coppa di Germania | Coppa di Germania | Coppa Intertoto | Coppa Intertoto | Coppa Intertoto | Coppa Intertoto | Totale   | Totale | Totale      | Totale     |
| Giocatore       | Presenze   | Reti       | Ammonizioni | Espulsioni | Presenze          | Reti              | Ammonizioni       | Espulsioni        | Presenze        | Reti            | Ammonizioni     | Espulsioni      | Presenze | Reti   | Ammonizioni | Espulsioni |
| --------------- | ---------- | ---------- | ----------- | ---------- | ----------------- | ----------------- | ----------------- | ----------------- | --------------- | --------------- | --------------- | --------------- | -------- | ------ | ----------- | ---------- |
| A. Ailton       | 33         | 16         | 7           | 0          | 2                 | 2                 | 0                 | 0                 | 2               | 2               | 0               | 0               | 37       | 20     | 7           | 0          |
| I. Banović      | 17         | 1          | 1           | 1          | 1                 | 0                 | 0                 | 0                 | 2               | 0               | 1               | 0               | 20       | 1      | 2           | 1          |
| M. Barten       | 0          | 0          | 0           | 0          | 0                 | 0                 | 0                 | 0                 | 0               | 0               | 0               | 0               | 0        | 0      | 0           | 0          |
| F. Baumann      | 34         | 1          | 4           | 0          | 2                 | 0                 | 1                 | 0                 | 0               | 0               | 0               | 0               | 36       | 1      | 5           | 0          |
| S. Blank        | 1          | 0          | 0           | 0          | 0                 | 0                 | 0                 | 0                 | 2               | 0               | 0               | 0               | 3        | 0      | 0           | 0          |
| M. Bode         | 31         | 7          | 1           | 0          | 1                 | 0                 | 0                 | 0                 | 2               | 0               | 0               | 0               | 34       | 7      | 1           | 0          |
| R. Bogdanović   | 0          | 0          | 0           | 0          | 0                 | 0                 | 0                 | 0                 | 0               | 0               | 0               | 0               | 0        | 0      | 0           | 0          |
| P. Borel        | 0          | 0          | 0           | 0          | 0                 | 0                 | 0                 | 0                 | 0               | 0               | 0               | 0               | 0        | 0      | 0           | 0          |
| T. Borowski     | 26         | 1          | 4           | 0          | 2                 | 1                 | 0                 | 0                 | 2               | 0               | 0               | 0               | 30       | 2      | 4           | 0          |
| D. Eilts        | 4          | 0          | 0           | 0          | 1                 | 0                 | 0                 | 0                 | 1               | 0               | 0               | 1               | 6        | 0      | 0           | 1          |
| F. Ernst        | 27         | 3          | 7           | 0          | 1                 | 0                 | 0                 | 0                 | 1               | 0               | 0               | 0               | 29       | 3      | 7           | 0          |
| T. Frings       | 33         | 6          | 8           | 0          | 1                 | 0                 | 1                 | 0                 | 2               | 0               | 0               | 0               | 36       | 6      | 9           | 0          |
| A. Herzog       | 9          | 1          | 4           | 0          | 0                 | 0                 | 0                 | 0                 | 2               | 1               | 1               | 0               | 11       | 2      | 5           | 0          |
| J. Iorio        | 0          | 0          | 0           | 0          | 0                 | 0                 | 0                 | 0                 | 0               | 0               | 0               | 0               | 0        | 0      | 0           | 0          |
| E. Kern         | 0          | 0          | 0           | 0          | 0                 | 0                 | 0                 | 0                 | 0               | 0               | 0               | 0               | 0        | 0      | 0           | 0          |
| I. Klasnić      | 23         | 1          | 3           | 0          | 2                 | 0                 | 1                 | 0                 | 2               | 0               | 0               | 0               | 27       | 1      | 4           | 0          |
| M. Krstajić     | 26         | 2          | 6           | 2          | 2                 | 0                 | 2                 | 0                 | 2               | 0               | 0               | 0               | 30       | 2      | 8           | 2          |
| K. Lisztes      | 29         | 5          | 6           | 0          | 2                 | 0                 | 0                 | 0                 | 1               | 0               | 0               | 0               | 32       | 5      | 6           | 0          |
| L. Magnin       | 4          | 0          | 1           | 0          | 0                 | 0                 | 0                 | 0                 | 0               | 0               | 0               | 0               | 4        | 0      | 1           | 0          |
| S. Rolfes       | 0          | 0          | 0           | 0          | 0                 | 0                 | 0                 | 0                 | 0               | 0               | 0               | 0               | 0        | 0      | 0           | 0          |
| F. Rost         | 34         | 1          | 0           | 0          | 2                 | 0                 | 0                 | 0                 | 2               | 0               | 0               | 0               | 38       | 1      | 0           | 0          |
| R. Silva        | 6          | 0          | 0           | 0          | 1                 | 0                 | 0                 | 0                 | 0               | 0               | 0               | 0               | 7        | 0      | 0           | 0          |
| V. Skrypnyk     | 31         | 4          | 5           | 0          | 2                 | 0                 | 0                 | 0                 | 1               | 0               | 1               | 0               | 34       | 4      | 6           | 0          |
| P. Stalteri     | 22         | 3          | 4           | 1          | 2                 | 0                 | 0                 | 0                 | 1               | 0               | 0               | 0               | 25       | 3      | 4           | 1          |
| R. Tjikuzu      | 22         | 0          | 3           | 0          | 1                 | 1                 | 0                 | 0                 | 0               | 0               | 0               | 0               | 23       | 1      | 3           | 0          |
| F. Verlaat      | 33         | 2          | 9           | 0          | 2                 | 0                 | 1                 | 0                 | 2               | 0               | 1               | 0               | 37       | 2      | 11          | 0          |
| A. Walke        | 0          | 0          | 0           | 0          | 0                 | 0                 | 0                 | 0                 | 0               | 0               | 0               | 0               | 0        | 0      | 0           | 0          |
| H. Wehlage      | 8          | 0          | 1           | 1          | 0                 | 0                 | 0                 | 0                 | 0               | 0               | 0               | 0               | 8        | 0      | 1           | 1          |
| A. Wiedener     | 0          | 0          | 0           | 0          | 0                 | 0                 | 0                 | 0                 | 0               | 0               | 0               | 0               | 0        | 0      | 0           | 0          |
| J. Wierzchowski | 0          | 0          | 0           | 0          | 0                 | 0                 | 0                 | 0                 | 0               | 0               | 0               | 0               | 0        | 0      | 0           | 0          |